# Rafael Martínez Padilla
Rafael Martínez Padilla (Màlaga 1878 - Barcelona, Juny de 1958) fou un pintor espanyol, més conegut com a Rafael Padilla.
S'instal·là ben jove a Barcelona, es formà a Llotja i fou amic de Picasso i contertuli dels Quatre Gats. El 1906 exposà, conjuntament amb Pau Gargallo, a Barcelona. Conreà el paisatge, les natures mortes i el retrat. El 1937 es traslladà a França on residí un llarg període. Participà en diverses exposicions oficials i guanyà alguns premis.
Actualment es poden trobar obres seves dintre de la col·lecció del Museu Abelló, a Mollet del Vallès.